# Disparue en hiver
Pour plus de détails, voir Fiche technique et Distribution.
Disparue en hiver est un film à suspense français réalisé par Christophe Lamotte, sorti en 2014.

## Synopsis
Daniel Vernant (Kad Merad), ancien policier devenu chargé de recouvrement, fait emporter par un dépanneur la voiture d'un homme qui n'a pas payé sa dette. L'homme arrive, proteste, s'en prend au chauffeur de la dépanneuse, puis s'en va. Peu après, assis au volant de sa voiture, Daniel répond à un appel sur son téléphone portable. L'homme surgit armé d'un pied-de-biche, frappe de plusieurs coups le pare-brise de la voiture de Daniel et s'en va sans rien dire.
Dans un restaurant routier, Daniel relit et tri ses documents. Il observe un jeune couple assis à une autre table. Le jeune homme remet un trousseau de clefs à la fille (Lola Créton) et s'en va. Quand Daniel quitte le restaurant, la fille le rattrape et lui demande poliment avec insistance de la déposer à proximité. Elle le guide. Au fil du trajet, Daniel est de plus en plus dubitatif, car ils se dirigent sur une route forestière vers une zone semblant inhabitée. Il arrête la voiture dans un sous-bois. Elle lui propose de lui faire un fellation contre 50 euros. Scandalisé, il refuse, la fait descendre de voiture et quitte les lieux en l'abandonnant ici. Il est pris de remords, revient sur les lieux quelques minutes plus tard, elle a disparu et ses appels restent sans réponse.
Par coïncidence, il a dans ses clients une vieille dame qui lui annonce que sa petite-fille, Laura, a disparu depuis 2 jours. Voyant une photo, il s'aperçoit que c'est la fille qu'il a rencontré la veille. Il s'intéresse à retrouver Laura. Progressivement il découvre une sorte de réseau de prostitution.

## Fiche technique
- Titre : Disparue en hiver
- Réalisation : Christophe Lamotte
- Scénario : Christophe Lamotte et Pierre Chosson, avec la collaboration de Marc Syrigas et Arnaud Louvet
- Montage : Benoît Quinon
- Photographie : Philippe Guilbert
- Musique : André Dziezuk
- Production : Nicolas Steil et Stéphane Marsil
  - Production exécutive : Nathalie Nghet
- Production : Iris Productions, Hugo Films, Artémis Production et France 2 Cinéma
- Distribution : Rezo Films
- Pays d'origine :  France
- Genre : thriller
- Durée : 100 minutes
- Dates de sortie :
  - France : 8 octobre 2014 (Festival du film de La Réunion) ; 21 janvier 2015 (sortie nationale)

## Distribution

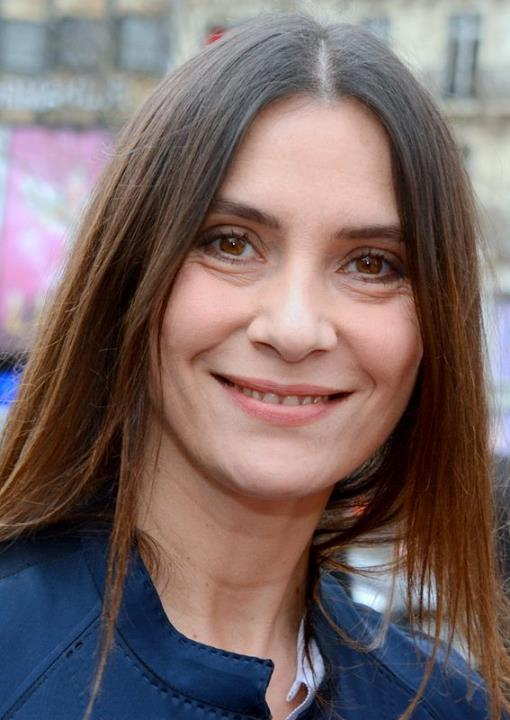
Géraldine Pailhas, l'année de sortie du film.

- Kad Merad : Daniel Vernant, chargé de recouvrement
- Géraldine Pailhas : Christine Vernant
- Lola Créton : Laura
- Pierre Perrier : David
- Francis Renaud : Richard
- Jérôme Varanfrain : Esteban
- Didier Gesquière : Vidal
- Marie-Paul Von Roesgen : Marcella
- Juliette Lamet : Isabelle
- Julie Maes : patronne du routier
- Raphaël Charlier : motard